# 大気 (絵画)
『大気』（たいき）は、ジュゼッペ・アルチンボルドが描いたとされる絵画である。

## 概要
連作『四大元素』（大気、火、大地、水）のうちのひとつであり、アルチンボルド自身が仕えたローマ皇帝を称える目的で宇宙の構成要素を組み合わせて高い教養人であれば理解出来るとされる内容を描いたものである。2017年現在はスイスの個人蔵となっている。
アルチンボルドの画風は「動植物や道具類を組み合わせて作るだまし絵風肖像画」で、これにより当作品は鳥の集合構成により描かれた人物の横顔となっている。
これら人物を構成する動物単独にも個々の意味が含有されており、例として当作と同様に『四大元素』連作のひとつである「水」ではライオンは勇猛さ、ゾウは思慮深さ、ブドウは豊穣、などの意味がある。
日本では2017年6月20日から9月24日までの期間で国立西洋美術館において個展が開催され当作品も展示作品に含まれた。
なお、アルチンボルドの『四大元素』以外の連作は『四季』など複数が存在している。当作品は『四大元素』の他の作品とは大きさが違い、また他の作品は板に描かれてあるのに対し、この作品はキャンバスに描かれている点が異なる。その為、この作品をコピーと考える研究者も存在する。